# 白腹蓬毛鼠屬
白腹蓬毛鼠屬（Uranomys ruddi），哺乳綱、囓齒目、鼠科的一屬，而與白腹蓬毛鼠屬（白腹蓬毛鼠）同科的動物尚有大裸尾鼠屬、長尾攀鼠屬（長尾攀鼠）、嬌鼠屬（嬌鼠）、裔鼠屬（裔鼠）等之數種哺乳動物。